# Hervormde kerk (Bruchem)
De Hervormde kerk is een kerkgebouw te Bruchem, gelegen aan Kerkplein 1.

## Geschiedenis
Het schip van de kerk is van omstreeks 1300 en in de 14e eeuw werd het koor aangebouwd. In de 15e eeuw werd aan de zuidzijde een kapel bijgebouwd. Het westportaal is van omstreeks 1800. In 2005 werd de kerk vergroot van 250 naar 380 zitplaatsen.

## Gebouw
Het is een witgepleisterd, bakstenen zaalkerkje met steunberen en rondbogige vensters en verhoogd koor. Op het koor bevindt zich een dakruiter waarin een klok hangt van 1650, gegoten door Henrick van Trier. Het interieur wordt overwelfd door een vlak plafond. Tussen het schip en het koorgedeelte bevindt zich een spitsbogige triomfboog. Het interieur bevat onder meer een tiengebodenbord van 1749.